# Richard Sukuta-Pasu
Richard Sukuta-Pasu (Wuppertal, 24 giugno 1990) è un calciatore tedesco, attaccante dell'Eintracht Hohkeppel.

## Carriera
Nel 2008 ha vinto il campionato europeo Under-19 con la nazionale tedesca. In quella rassegna ha realizzato 3 gol, vicecapocannoniere del torneo.

## Palmarès

### Nazionale
- Campionato d'Europa Under-19: 1

2008